# Akatekisch
Akatekisch (Acateco) ist eine Maya-Sprache, die von etwa 40.000 bis 60.000 Indigenen um San Miguel Acatán im Departamento Huehuetenango in Guatemala gesprochen wird.

## Verbreitung
Akatekisch wird hauptsächlich in den Municipios San Miguel Acatán und San Rafael La Independencia sowie Teilen von Concepción Huista, Nentón und San Sebastián Coatán im guatemaltekischen Departamento Huehuetenango gesprochen, außerdem in angrenzenden Gebieten des mexikanischen Bundesstaats Chiapas.
Bei der Volkszählung von 2002 in Guatemala gaben 35.763 Personen (0,3 %) Akateko als Muttersprache an; 39.370 Personen (0,4 %) bezeichneten sich als Akateken. Laut SIL International wird das Akatekische im Jahre 1998 von 48.500 meist einsprachigen Menschen in Guatemala gesprochen, außerdem von etwa 10.000 guatemaltekischen Flüchtlingen und etwa 100 Einheimischen in Mexiko im Jahre 1991.